# Nationale Mythen der Schweiz

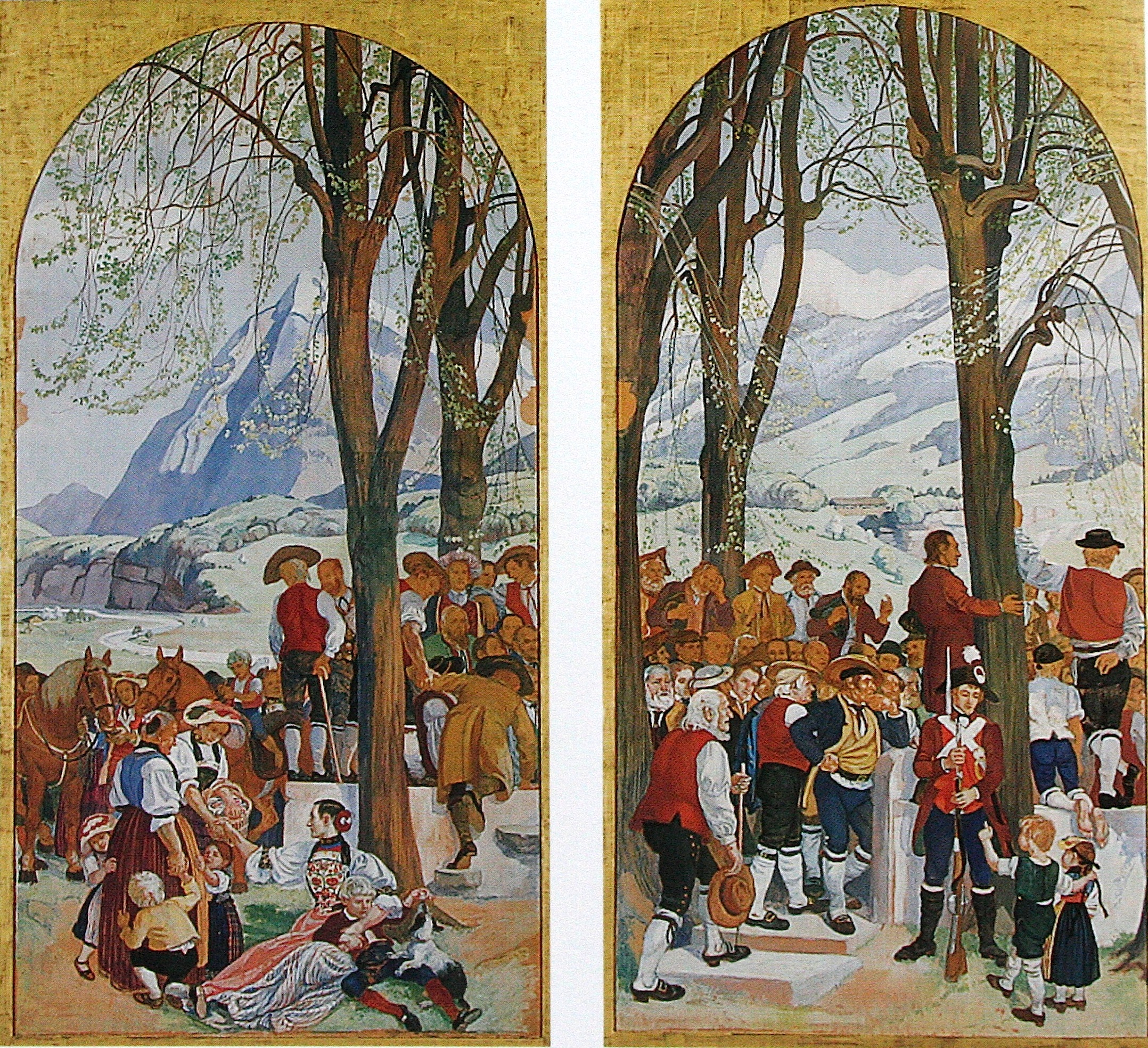
Die Landsgemeinde als Quelle der direktdemokratischen Tradition der Schweiz. Gemälde von Albert Welti und Wilhelm Balmer. (1907–12), Ständeratssaal des Bundeshauses in Bern (Ausschnitt).

Als nationaler Mythos (im Sinne einer «Erzählung mit einem kollektiven, sinn- und identitätsstiftenden Wirkungspotential») der Schweiz wird oft die «immerwährende Neutralität» (auch «immerwährende bewaffnete Neutralität») bezeichnet; daneben auch die «direkte Demokratie», die «humanitäre Tradition», das Schweizer Réduit und die Verteidigungsbereitschaft im Zweiten Weltkrieg, teilweise auch mundänere Institutionen wie der Schweizer Franken, das (ehemalige) Bankgeheimnis, die Bundesbahnen und die (ehemaligen Institutionen) Post und Swissair, die als Ausdruck «nationaler» Charakteristika wie Pünktlichkeit oder Stabilität verstanden werden.
Als nationale Gründungsmythen gelten die historiographischen Legenden zu Entstehung und Wachstum der Alten Eidgenossenschaft im 14. Jh., ganz besonders die Legende von Rütlischwur und Wilhelm Tell.
In den Bereich des «nationalen Mythos» gehört auch die Rolle der Alpen («Alpenmythos») und die Selbstwahrnehmung als «Bauernnation» bzw. als alpin geprägtes «Hirtenvolk».
Im politischen Diskurs war der Begriff des «nationalen Mythos» im frühen 20. Jh. positiv besetzt, als zu pflegende Grundlage der staatlichen Identität;
Oft wurde betont, als «Willensnation» (im Gegensatz zu einem ethnisch homogenen Nationalstaat) sei die Schweiz noch mehr als andere Staaten auf die einigende Wirkung nationaler Mythen angewiesen.
Seit den 1960er Jahren wurde der Begriff dagegen meist kritisch oder abwertend verwendet, für Irrtümer aus dem Reich der «Mythen und Legenden», die es zu dekonstruieren gelte.
Damit ist der Begriff des «Mythos» heute politisch aufgeladen; wer etwas als «Mythos» bezeichnet, will es damit als unrealisierbar oder als Fiktion entlarven.

## Befreiungstradition
Siehe auch: Rütlischwur, Entstehung und Wachstum der Alten Eidgenossenschaft
Die Befreiungstradition hatte eine lange Wirkungsgeschichte in der Alten Eidgenossenschaft, seit dem 16. Jh. in ihrer traditionellen Form des Rütlischwurs der drei Eidgenossen, dem Apfelschuss und Tyrannenmord durch Wilhelm Tell und der darauf folgenden Rebellion (Burgenbruch) gegen die Herren von Habsburg und der Konfrontation bei Morgarten (1315).
In all diesen Erzählungen vermischen sich historische Ereignisse mit Legendenbildung.
Nicht eigentlich Teil der Befreiungstradition bzw. des «Gründungsmythos», aber dennoch oft als «nationale Mythen» wahrgenommen, sind Erzählungen zur Entwicklung der achtörtigen Eidgenossenschaft (1353–1481), begonnen bei Winkelrieds Selbstaufopferung in der Schlacht bei Sempach (1386), daneben die Schlacht bei St. Jakob an der Birs (1444) und Episoden aus den Burgunderkriegen (1474–1477).

### Frühmoderne Rezeption
Die schriftliche Überlieferung von der Gründung der Eidgenossenschaft setzte im 15. Jahrhundert ein. Die Befreiungstradition wurde im Weissen Buch von Sarnen von 1470 erstmals vollständig schriftlich festgehalten und hatte bereits zu diesem Zeitpunkt einen wichtigen Stellenwert als identitätsstiftende Herkunftserzählung der Alten Eidgenossenschaft, die sich im frühen 16. Jh. weiter entfaltete in Erinnerungskultur wie die Tellspiele oder die Tellskapelle.
Die dreizehnörtige Eidgenossenschaft blickte nach der Reformation auf die Acht Alten Orte zurück als eine verlorene Epoche der Einigkeit.
Im 17. Jh. wurde oft die Uneinigkeit zwischen katholischen und reformierten Orten als Zeichen der Dekadenz und des Niedergangs beklagt und zur Rückkehr zur Einigkeit der Alten Eidgenossen aufgerufen.
So in Johann Caspar Weissenbachs Eydtgnossisch Contrafeth Auff- und Abnemmender Jungfrawen Helvetiae von 1672 (gleichzeitig die erstmalige Verwendung der allegorischen Frauengestalt Helvetia), das den tugendhaften Aufstieg der «Jungfrau Helvetia» kontrastiert mit ihrer Dekadenz als Folge der Reformation. So begegnet die Abnemmende Helvetiae des Vierten Aktes den Figuren Atheysmus und Politicus und wird von ihren alten Tugenden verlassen. In der letzten Szene erscheint Christus, um die törichte Jungfrau zu bestrafen, aber auf Bitten von Gottesmutter und Bruder Klaus wird der reuigen Sünderin vergeben.

### Rezeption im 19. Jh.
Johannes von Müller verarbeitete die traditionelle Historiographie in seinen Geschichten Schweizerischer Eidgenossenschaft (1786–1806). Von Müllers Werk hatte seinen Einfluss in der Zeit der Restauration und Regeneration (1814–1848), als die Schweiz auf der Suche nach einer neuen, modernen Identität war, namentlich unter Einschluss der neuen französischsprachigen Kantone. Von Müllers Geschichten beschränkten sich auf die Alte Eidgenossenschaft bis zum Schwabenkrieg von 1499. Spätere Historiker wie Robert Glutz von Blotzheim und Johann Jakob Hottinger in der Deutschschweiz und Louis Vuillemin und Charles Monnard in der Romandie übersetzten oder erweiterten von Müllers Werk, mit dem Ziel einer kohärenten nationalen Geschichte für das Territorium und die Bevölkerung der Schweiz nach 1848. Von Müller wurde abgelöst durch die Geschichte der Schweizerischen Eidgenossenschaft von Johannes Dierauer (1887–1917, mit Erweiterungen bis 1974). Dierauer bleibt v. a. wegen seines umfangreichen kritischen Apparats noch heute ein Standardwerk.
Neben der Konstruktion einer nationalen Geschichte durch akademische Historiker stehen einflussreiche Werke der «Populärhistorie», namentlich von Heinrich Zschokke und André Daguet. Das Augenmerk sowohl akademischer wie auch populärer Geschichtswerke im 19. Jh. lag auf der früheren Geschichte der Eidgenossenschaft, von der Gründungszeit und der Phase des Wachstums im Spätmittelalter bis zur Reformation im 16. Jh. Dagegen wurde die Frühmoderne (17. und 18. Jh.) als eher uninteressante Zeit der Stagnation angesehen.
Eine zwiespältige Rolle kommt in dieser Zeit der Figur des Wilhelm Tell zu: Wilhelm Tell wurde bereits als Verkörperung des Tyrannemörders von der Französischen Revolution und der Elite der verhassten Helvetischen Republik gefeiert. Die Rolle Tells in der Französischen Revolution geht zurück auf ein Stück von Antoine-Marin Lemierre (1766). Die Helvetische Republik verwendete Tell als ihr Wahrzeichen, unter anderem auf dem staatlichen Siegel.
Schillers Wilhelm Tell (1804) wurde von Zeitgenossen kritisiert, weil es sich einer politischen Stellungnahme zugunsten der Französischen Revolution verweigerte, fand aber gerade deshalb in der Schweiz nach 1815 dankbare Aufnahme und trug dazu bei, Tell als schweizerischen Nationalhelden zu «rehabilitieren» (1859 Einweihung des Schillersteins, dem Sänger Tells gewidmet).
Eine wichtige Rolle in der Herausbildung einer «alpinen» Identität der modernen Schweiz spielte das Unspunnenfest, ein Alphirtenfest, das erstmals 1805 (nach dem Ende der Helvetischen Republik) nahe der Burg Unspunnen bei Interlaken durchgeführt wurde. Angeregt wurde das Unspunnenfest von vier aristokratischen Bernburgern, also Angehörigen des Berner Patriziates: vorab dem Schultheiss Niklaus Friedrich von Mülinen (1760–1833), der 1798 im Kampf gegen die anrückenden napoleonischen Truppen Berner Oberländer Soldaten befehligt hatte.
Das Unspunnenfest von 1805 wurde unter anderem im Pariser Moniteur Universel und in den Gemeinnützigen Schweizerischen Nachrichten angekündigt, wo Mitinitiant Franz Sigmund von Wagner die Festidee folgendermassen umschrieb: «Nach den langen Jahren des Diktats und der Demütigung durch die Franzosen sollte dem Schweizervolk wieder einmal Gelegenheit zu echter Festfreude geboten werden, sollten schweizerische Kampfspiele und Lieder das Selbstgefühl und das Nationalbewusstsein stärken.» Mit einem ländlichen Fest sollte «aus jener Liebe zu den alten Volksbräuchen auch die neu spriessende Blume ihrer konservativen Aristokratie getränkt werden» kritisierten die Berner Oberländer Anhänger der Helvetik, die sogenannten Patrioten, das Unterfangen. Die bernische Regierung verfolgte intensiv die politischen Umtriebe dieser Patrioten, die sich auf den Standpunkt stellten, die Stadtberner wollten «im Grunde nichts anderes als die Wiederherstellung der alten Herrschaftsverhältnisse». Das Unspunnenfest sollte in der Lesart der Veranstalter vermittelnde Funktion haben; der Mundartschriftsteller Rudolf von Tavel, auch er aus patrizischer Familie, hat in seinem Werk Unspunnen davon Zeugnis abgelegt: hier eine gebildete Obrigkeit, die ihre selbstverständliche politische und wirtschaftliche Führungsrolle zum Wohle des ganzen Bernerlandes ausübt, dort eine arbeitsame Bevölkerung, die von der Küche über den Acker bis aufs Schlachtfeld geschickt und folgsam ihre Rolle ebenfalls zum Wohle des ganzen Bernerlandes ausfüllt.
Zu der geplanten jährlichen Wiederholung kam es nicht. Erst 1808 wurde im Gedenken an den legendären Rütlischwur von 1307 ein zweites Unspunnenfest aufgelegt. Als man 1905 an die Organisation der dritten Auflage ging, war die Absicht denn auch einerseits touristisch, feierte man doch ausdrücklich 100 Jahre Tourismus und setzte den Festtermin zwecks Belebung der Saison auf den 24. bis 27. Juni fest. Andererseits hatten sich im Laufe des 19. Jahrhunderts ein neuer, quasi im Gegensatz zum ständischen Nationalismus der Patrizier ein bürgerlicher Nationalismus etabliert: Eidgenössischer Schützenverein, Eidgenössischer Turnverein, Eidgenössischer Sängerverein und Eidgenössischer Schwingerverein waren 1905 zuvorderst mit von der Partie, als das Unspunnenfest unter der Affiche VI. Eidg. Schwing- und Älplerfest erfolgreich über die Bühne ging.

## Neutralität und Reduit
Die Schweizerische Neutralität gilt als selbstgewählt, dauernd und bewaffnet. In ihrer modernen Form geht sie zurück auf den Wiener Kongress von 1814/1815. Für eine neutrale Schweiz eingesetzt hatte sich am Wiener Kongress dabei besonders der Genfer Politiker Charles Pictet de Rochemont.
Die Tradition der aussenpolitischen Neutralität der Eidgenossenschaft geht zurück auf die Italienischen Kriege, und namentlich auf die Schlacht bei Marignano (1515), de facto die letzte militärische Auseinandersetzung, in der die Eidgenossenschaft eine Partei war. Ein Aufruf zu aussenpolitischer Neutralität (der allerdings erst nach Marignano befolgt wurde) wird bereits Niklaus von Flüe (1417–1487) zugeschrieben, im Wortlaut «mischt euch nicht in fremde Händel».
Die moderne Rückbesinnung auf Marignano als Anfangspunkt der Neutralitätspolitik hat ihre Wurzeln in der 1895 erschienenen Geschichte der schweizerischen Neutralität des Zürcher Staatsarchivars und Geschichtsprofessors Paul Schweizer.
Schweizers These wurde weiterentwickelt von Edgar Bonjour, dessen gleich betitelte neunbändige, von 1946 bis 1975 erschienene Geschichte der schweizerischen Neutralität für lange Zeit prägend wirkte. Die so konstruierte Kontinuität zwischen Marignano und damaliger Gegenwart wurde von späteren Historikern als «erfundene Tradition» dargestellt.
Die praktische Umsetzung der militärischen Neutralität erfolgte im 19. und 20. Jahrhundert durch die sogenannte «Grenzbesetzung» bei militärischen Konflikten nahe dem schweizerischen Staatsgebiet, so z. B. 1866, 1871, siehe auch Savoyerhandel (1859/1860). Die letzte Grenzbesetzung erfolgte zu Beginn des Zweiten Weltkriegs. Im späteren Verlauf des Krieges wurde die Grenzbesetzung in Form der Réduit-Strategie ergänzt. Die Rückbesinnung darauf wurde inzwischen bereits ihrerseits als «Mythos» verortet, der von der Kollaboration mit Nazi-Deutschland ablenken solle.

## Geistige Landesverteidigung
Im Zuge der Geistigen Landesverteidigung, einer wichtigen konservativ-antifaschistischen Bewegung gegen den Anschluss der Schweiz ans Dritte Reich, erfuhren die «nationalen Mythen» eine besondere Gewichtigung. Ein Beispiel hierfür ist der Film Landammann Stauffacher. General Henri Guisan berief sich auf die Befreiungstradition, als er seinen als Rütlirapport bekannten Offiziersappell auf der legendären Gründungsstätte der Eidgenossenschaft, dem Rütli, stattfinden liess.

## Dekonstruktion nach 1945
Ab den 1960er Jahren setzte in der Öffentlichkeit eine Strömung der kritischen Auseinandersetzung mit der traditionellen oder populären Auffassung der Schweizer Geschichte ein, die von Max Frisch beispielsweise in seiner Erzählung Wilhelm Tell für die Schule (1971) aufgegriffen wurde.
Ebenfalls 1971 stellte Otto Marchi in Schweizer Geschichte für Ketzer die Gründungslegenden zu Rütlischwur und Wilhelm Tell plakativ als unhistorisch dar.
In den 1990er Jahren wurde in der Schweiz eine «Identitätskrise» konstatiert, die sich medial insbesondere im Zusammenhang mit der Vorbereitung zur Expo 02 herauskristallisierte.
Durch die jahrzehntelange Dekonstruktion der traditionellen Geschichtsbilder konnten sich seit den 1980er Jahren nationale Manifestationen wie eine Landesausstellung nicht mehr auf einen breiten Konsens stützen, sondern jede Stellungnahme zur Schweizer Geschichte schien überschattet vom Kulturkampf zwischen linker oder urbaner Dekonstruktion und rechtsbürgerlich-konservativer oder ländlicher Bewahrung der hergebrachten nationalen Selbstwahrnehmung.
Dabei entfernte sich allerdings der Diskurs von den Gründungsmythen; stattdessen kristallisierte er die «Mythen» der «Willensnation» auf der einen Seite und den des «Sonderfalls» auf der anderen heraus.
Aus linksliberaler Sicht wurde der Begriff der «Willensnation» als positiv besetzter, identitätsstiftender Mythos wahrgenommen, der sich auch in eine für die Zukunft angestrebte multikulturelle Gesellschaft fortsetzen liesse, während der «Mythos Sonderfall» als Ausdruck eines «überholten Selbstverständnis der Nachkriegszeit» kritisiert wurde.
In den späten 1990er Jahren wurde schliesslich der Begriff der Swissness geprägt, der durchaus traditionelle Elemente der nationalen Selbstwahrnehmung oder Identität beinhalten konnte, ihnen aber als scheinanglizistischer Neologismus einen «trendigen» Anstrich verleiht, der sie vom Verdacht eines altbackenen Patriotismus befreit.
Die politische Bedeutung des Begriffs wird vom Zürcher Historikers Jakob Tanner dahingehend beschrieben, dass er die nationalen Schweizer Symbole in den «globalen Wettbewerb» integriere. «Swissness» sei der Gegenbegriff zum politischen Schlagwort des «Sonderfalles Schweiz», der geprägt sei von einem Bedrohungskomplex und von Überfremdungsangst.
Ebenfalls in die 1990er Jahre fiel der Neuausrichtung und Aufstieg der nationalkonservativen Schweizerischen Volkspartei (von 11,9 % Wähleranteil 1991 auf 26,8 % 2003).
Von ihren Gegnern wurde dies auch als Reaktion auf die «Identitätskrise» und die dadurch ausgelöste «Unsicherheit» in der Bevölkerung dargestellt.
Das Alterswerk des emeritierten Mediävisten Roger Sablonier, Gründungszeit ohne Eidgenossen (2008) ist eine Zusammenfassung der Ergebnisse eines halben Jahrhunderts kritischer Auseinandersetzung mit den Gründungslegenden der Eidgenossenschaft durch die Geschichtswissenschaft. Obwohl der Titel eine fortdauernde «Lust am Zertrümmern längst überkommener historischer Geschichtsbilder» durch Historiker von Sabloniers Generation suggeriert, bietet der eigentliche Inhalt des Werks einen entspannten Überblick über die Lage der Innerschweiz um 1300 im weiteren Kontext der damaligen Politik.
Im Wahljahr 2015, gleichzeitig Jubiläumsjahr von Morgarten (1315), Marignano (1515) und Wiener Kongress (1815) diagnostizierte der Blick «einen neuen Historikerstreit um die Mythen der Eidgenossenschaft, zwischen der nationalkonservativen SVP und Gegenspieler Maissen». Thomas Maissen ist der Autor von Schweizer Heldengeschichten – und was dahintersteckt, worin in 15 Kapiteln je ein Zitat der SVP-Exponenten Christoph Blocher und Ueli Maurer zu «nationalen Mythen» kritisch beleuchtet wird.